# Révolte des piscines
La révolte des piscines (en italien rivolta delle piscine) est une action transféministe italienne du 4 juillet 1980 lors de laquelle une quinzaine de femmes trans se sont installées seins nus au bord d'une piscine de Milan. Cette manifestation, la première action du militantisme trans en Italie, vise à montrer l'absurdité pour des femmes trans d'avoir des papiers d'identité contraires à leur identité de genre.

## Contexte
Dans les années 1970, les femmes trans en Italie subissent la répression de la police, qui les contrôle et les arrête régulièrement pour « dissimulation », c'est-à-dire le fait de s'habiller en femme alors que leurs papiers d'identité indiquent un genre masculin. Les femmes trans sont pour la plupart obligées d'être travailleuses du sexe, ont beaucoup de mal à louer un logement, trouver un emploi et ne peuvent pas réaliser de transition de genre dans le système de santé publique. Le changement de genre à l'état civil n'est pas prévu pour les personnes trans.

## Action
Le 4 juillet 1980, une quinzaine de femmes trans se rendent au Lido, une piscine de Milan, habituellement fréquentée par des familles. Alors qu'elles attirent déjà l'attention, les groupes de femmes étant déjà une transgression sociale, elles enlèvent le haut de leur maillot de bain. Les responsables de la piscine leur ordonnent de se couvrir, seuls les hommes ayant alors le droit, selon le règlement de se baigner poitrine découverte. Elle répondent que, techniquement, elles n’enfreignent aucune règle, puisque leurs papiers d'identité portent la mention « homme ». Elle déploient aussi une bannière « Nous sommes transsexuelles, marre de la discrimination ».
Au bout d'une heure, la police finit par intervenir et arrête les quinze militantes pour offense à la décence publique.

## Postérité
La sociologue Elia Arfini souligne en 2021 la difficulté de diffuser l'histoire trans italienne en raison de l'absence de véritables études trans dans le pays. Selon elle, les mouvements LGB ont aussi éclipsé l'histoire spécifiquement trans.
En étant la première action du militantisme trans en Italie, cet évènement aboutit à la reconnaissance par le parti radical de la transidentité ainsi qu'au premier protocole d'accès à la transition de genre, par le vote de la loi 164 de 1982.
Pour Charlie Rigoni, journaliste, cette action est aussi une affirmation de l'existence des personnes trans, qui est selon lui mise à mal par les nombreuses politiques transphobes ayant cours au milieu des années 2020. Il souligne aussi comment cette action met en lumière l'importance d'une perspective collective, cette action n'ayant pu avoir lieu que grâce à un groupe soudé.
En février 2023, un parc situé devant la piscine du Lido est proposé pour être renommé en l'honneur des luttes LGBT+ et trans.